# Joachim Näther
Joachim Näther (Waldau, 11 marzo 1925 – 2009) è stato un architetto tedesco.
Dal 1964 al 1974 fu architetto-capo di Berlino Est; partecipò alla costruzione di numerosi complessi urbanistici della città, come l'Alexanderplatz, Leipziger Straße e la Fischerinsel.

## Opere principali
- dal 1964 piano urbanistico di Alexanderplatz a Berlino-Mitte (con Peter Schweizer, Dorothea Tscheschner e Dieter Schulze)[1];
- 1967-70 piano urbanistico del complesso residenziale Fischerinsel a Berlino-Mitte (con Peter Schweizer e Manfred Zache)[2];
- 1967-73 edificio residenziale in Rathausstraße a Berlino-Mitte (con Peter Schweizer)[3];
- 1968-73 edificio residenziale in Karl-Liebknecht-Straße a Berlino-Mitte (con Peter Schweizer)[4];
- 1970-80 piano urbanistico del complesso residenziale Fennpfuhl a Berlino-Lichtenberg (con Heinz Graffunder e Roland Korn)[5];
- 1972-77 piano urbanistico del complesso residenziale in Leipziger Straße a Berlino-Mitte (con Peter Schweizer, Dorothea Tscheschner e Dieter Schulze)[6].